# Ivan Quintans
Ivan Quintans, né le 15 octobre 1989, est un footballeur liechtensteinois évoluant actuellement au poste de défenseur.

## Biographie
Ivan Quintans joue son premier match avec le Liechtenstein le 11 novembre 2011 contre la Hongrie.